# Bhool Bhulaiyaa
Série
Bhool Bhulaiyaa 2
(2022)
Pour plus de détails, voir Fiche technique et Distribution.
Bhool Bhulaiyaa (en hindi : भूल भुलैया ; le « labyrinthe » en français) est un film indien de Bollywood réalisé par Priyadarshan sorti le 12 octobre 2007.
Le film met en vedette Akshay Kumar, Ameesha Patel, Vidya Balan et Shiney Ahuja. Le long métrage fut un succès au box-office. Il s'agit d'une des nombreuses adaptions du film Manichitrathazhu, sorti en 1993 en langue malayalam. La popularité de l'intrigue donne lieu à deux autres remake, Bhool Bhulaiyaa 2, en 2022, et Bhool Bhulaiyaa 3, sorti le 1er novembre 2024.

## Box-office
- Box-office Inde: 840 040 000 Roupies indiennes[2].

Box-office india qualifie le film de succès commercial.  